# Pungsan
Il Pungsan o Poongsan (chosŏngŭl: 풍산개; Hanja: 豐|山|개) è una razza canina non riconosciuta proveniente dalla Corea, precisamente dall'Altopiano di Kaema nell'attuale Corea del Nord. I cani appartenenti a tale razza vengono descritti come fedeli e intelligenti con un temperamento che li rende ideali per la caccia.
Il Pungsan è un cane raro ed è spesso oggetto di contrabbando lungo il confine tra la Cina e la Corea del Nord.

## Storia
Sebbene l'origine della razza sia sconosciuta, si ipotizza che il Pungsan fosse una razza di cani da caccia impiegata durante il periodo della dinastia Joseon. È noto solo che la razza è stata allevata nelle montagne della Corea del Nord nella contea di Pungsan (l'attuale Kimhyŏnggwŏn). Il pelo spesso protegge infatti i cani di questa razza dalle basse temperature nel nord della penisola coreana.
Durante il periodo coloniale, il Pungsan fu dichiarato un "tesoro nazionale" assieme al Jindo ed entrambe le razze furono riconosciute ufficialmente dal governo nipponico nel 1937. In base a delle ricerche svolte dallo zoologo giapponese Tamezo Mori, professore dell'Università imperiale di Keijo, fu notato un legame tra le due razze coreane e quelle giapponesi, una relazione sfruttata in seguito dalla propaganda riguardo ai temi della purezza e dell'orgoglio nazionale.
Dopo la fine della seconda guerra mondiale e con la successiva divisione della penisola, i Pungsan furono relegati al nord e il governo nordcoreano impedì la loro diffusione al di fuori del territorio nazionale, sebbene negli anni novanta continuarono ad esserci dei traffici di contrabbando non solo verso la Corea del Sud ma anche verso la Cina.
Durante il summit intercoreano del 2000, il leader nordcoreano Kim Jong-il regalò due Pungsan al presidente sudcoreano Kim Dae-jung. In cambio, Dae-jung diede due esemplari di Jindo. Nati nello Zoo centrale della Corea, i Pungsan si chiamavano Dangyol ("Unità") e Jaju ("indipendenza") ma furono in seguito rinominati Uri ("Noi") e Duri ("Due"). I due esemplari vissero inizialmente nella Casa Blu, la residenza del presidente sudcoreano, prima di esser trasferiti allo Zoo di Seul, dove diedero alla luce 15 cuccioli prima di morire a 13 anni. Durante la loro vita, i due Pungsan avevano lo status di ospiti dello stato.